# Justyna Święty-Ersetic
Justyna Święty-Ersetic (Racibórz, 3 de diciembre de 1992) es una deportista polaca que compite en atletismo, especialista en la prueba de 400 metros.
Participó en cuatro Juegos Olímpicos de Verano, entre los años 2012 y 2024, obteniendo dos medallas en Tokio 2020, oro en la prueba de 4 × 400 m mixto y plata en el relevo 4 × 400 m femenino, y el séptimo lugar en Río de Janeiro 2016 (4 × 400 m) y en París 2024 (4 × 400 m mixto).
Ganó dos medallas en el Campeonato Mundial de Atletismo, en los años 2017 y 2019, tres medallas  en el Campeonato Mundial de Atletismo en Pista Cubierta, entre los años 2016 y 2022, y cuatro medallas en los Relevos Mundiales, entre los años 2017 y 2025.
Además, obtuvo tres medallas en el Campeonato Europeo de Atletismo, en los años 2018 y 2022, y cinco medallas en el Campeonato Europeo de Atletismo en Pista Cubierta, entre los años 2015 y 2021.

## Palmarés internacional
| Juegos Olímpicos                     | Juegos Olímpicos          | Juegos Olímpicos  | Juegos Olímpicos |
| Año                                  | Lugar                     | Medalla           | Prueba           |
| ------------------------------------ | ------------------------- | ----------------- | ---------------- |
| 2020                                 | Tokio (Japón)             | Medalla de oro    | 4 × 400 m mixto  |
| 2020                                 | Tokio (Japón)             | Medalla de plata  | 4 × 400 m        |
| Campeonato Mundial                   |                           |                   |                  |
| Año                                  | Lugar                     | Medalla           | Prueba           |
| 2017                                 | Londres (Reino Unido)     | Medalla de bronce | 4 × 400 m        |
| 2019                                 | Doha (Catar)              | Medalla de plata  | 4 × 400 m        |
| Campeonato Mundial en Pista Cubierta |                           |                   |                  |
| Año                                  | Lugar                     | Medalla           | Prueba           |
| 2016                                 | Portland (Estados Unidos) | Medalla de plata  | 4 × 400 m        |
| 2018                                 | Birmingham (Reino Unido)  | Medalla de plata  | 4 × 400 m        |
| 2022                                 | Belgrado (Serbia)         | Medalla de bronce | 4 × 400 m        |
| 2025                                 | Nankín (China)            | Medalla de plata  | 4 × 400 m        |
| Relevos Mundiales                    |                           |                   |                  |
| Año                                  | Lugar                     | Medalla           | Prueba           |
| 2017                                 | Nasáu (Bahamas)           | Medalla de plata  | 4 × 400 m        |
| 2019                                 | Yokohama (Japón)          | Medalla de oro    | 4 × 400 m        |
| 2024                                 | Nasáu (Bahamas)           | Medalla de plata  | 4 × 400 m        |
| Campeonato Europeo                   |                           |                   |                  |
| Año                                  | Lugar                     | Medalla           | Prueba           |
| 2018                                 | Berlín (Alemania)         | Medalla de oro    | 400 m            |
| 2018                                 | Berlín (Alemania)         | Medalla de oro    | 4 × 400 m        |
| 2022                                 | Múnich (Alemania)         | Medalla de plata  | 4 × 400 m        |
| Campeonato Europeo en Pista Cubierta |                           |                   |                  |
| Año                                  | Lugar                     | Medalla           | Prueba           |
| 2015                                 | Praga (República Checa)   | Medalla de bronce | 4 × 400 m        |
| 2017                                 | Belgrado (Serbia)         | Medalla de oro    | 4 × 400 m        |
| 2017                                 | Belgrado (Serbia)         | Medalla de bronce | 4 × 400 m        |
| 2019                                 | Glasgow (Reino Unido)     | Medalla de oro    | 4 × 400 m        |
| 2021                                 | Toruń (Polonia)           | Medalla de plata  | 400 m            |